# Acrodenta
Acrodenta es un género extinto de Captorhinidae del Pérmico tardío conocido de la región Marrakech-Tensift-Al Haouz de Marruecos.

## Descripción
Acrodenta se conoce a partir del holograma MNHN ARG 506, anteriormente 69.Ir.1.JMD, un fragmento de maxilar derecho. Fue recogido en la localidad de Douar de Irerhi de la Formación de Argana (antes conocido como el Miembro de Tourbihine de la Formación de Ikakern) de la Cuenca de Argana, que data de la etapa de Wuchiapingiense temprano-media (o alternativamente etapa de Tatarian medio) de hace unos 260,5-255 millones de años. 

## Etimología
Acrodenta fue nombrado por primera vez por Jean-Michel Dutuit en 1976 y la especie tipo es Acrodenta irerhi .  El nombre genérico se deriva del griego acra y denta , que significa "dientes altos".  El nombre específico se nombra después de encontrar el lugar Douar de Irerhi.